# Кожухов Іван Кристанович
Іван Кристанович Кожухов (нар. 1893, місто Рига, тепер Латвія — ?) — радянський діяч, голова Харківської міської ради. Член ВУЦВК.

## Біографія
Народився у родині латиського робітника. Трудову діяльність розпочав у 1904 році учнем слюсаря слюсарно-механічної майстерні у місті Ризі. З 1906 року — слюсар Ризького заводу ВЕК.
З осені 1913 року — на російському імперському флоті: служив корабельним машиністом на Балтиці. Учасник Першої світової війни. У 1916 році за образу старшого офіцера міноносця «Гром» та агітацію був засуджений до шести місяців штрафного батальйону на сухопутному фронті. На початку 1917 року знову був поновлений на службі на міноносці «Гром».
Після Лютневої революції 1917 року вибраний головою корабельного комітету міноносця, брав активну участь в революційному русі на Балтійському флоті.
Член РСДРП(б) з 1917 року.
Під час наступу німецьких військ на Псков у 1918 році воював у складі матроського загону Червоної гвардії під командуванням Дибенко. Служив у Червоній армії, був на політичній роботі. З 1919 року — військовий комісар 2-го Херсонського, 1-го Придністровського, потім 404-го полку 45-ї дивізії РСЧА. Воював під Петроградом проти військ генерала Денікіна, потім — на Південному фронті. Був тричі поранений, контужений.
Наприкінці 1922 року демобілізований із Червоної армії, переїхав до Харкова, де працював слюсарем, а потім секретарем партійного осередку Харківського електромеханічного заводу (ХЕМЗ, колишній Ризький завод ВЕК).
У листопаді 1925 — березні 1927 року — відповідальний секретар Червонозаводського районного комітету КП(б)У міста Харкова.
У березні 1927 — січні 1929 року — голова Харківської міської ради.
У 1929—1931 роках — на відповідальній роботі в РРФСР та закордоном. У 1931—1932 роках — заступник голови Всесоюзного об'єднання «Точприладімпорт» у Москві.
У січні 1932 — січні 1935 року — слухач Всесоюзної промислової академії.
У січні 1935 року був призначений заступником директора Всесоюзного м'ясомолочного тресту. Подальша доля невідома.